# Nya Högern (Georgien)
Nya Högern (georgiska: ახალი მემარჯვენეები, Akhali Memarjveneebi; förkortat NRP), även översatt som Nya konservativa partiet, är ett liberalkonservativt politiskt parti i Georgien.